# موسى الاسود
كان موسي الاسود ( بالتركية : زنسي موسى ) أوموسى الزنجي السوداني (1880-1919) عضوًا في المنظمة الخاصة وجنديًا متطوعًا في الإمبراطورية العثمانية. شارك في كل حرب شملت الإمبراطورية من الحرب الإيطالية التركية إلى الحرب العالمية الأولى. يُعرف باسم مساعد وأمير كوشكوباشي. كان يُنظر إلى موسى على أنه أحد وجوه مناهضة الاستعمار في الإمبراطورية العثمانية، واشتهر بولائه للدولة.

## حياته
ولد موسى في جزيرة كريت عام 1880. كان في الأصل من السودان. عند وفاة والده الذي كان يعيش معه في جزيرة كريت، انتقل إلى القاهرة مع جده، الذي كان من عشاق العثمانيين، ونشأ في حي مع الأتراك. أصبح موسى يتحدث التركية بطلاقة أثناء إقامته في هذا الحي. شارك طواعية في الحرب الإيطالية التركية مع جده في عام 1911. أثناء وجوده في طرابلس، التقى بكوشوباشي أشرف، الذي جاء إلى ليبيا لتحفيز السكان المحليين ضد الإيطاليين، وأصبح أميرًا له. بعد الحرب الإيطالية التركية، شارك في حروب البلقان، وحملة سيناء وفلسطين، والحملة في جنوب الجزيرة العربية خلال الحرب العالمية الأولى، وحملة جاليبولي، والغارة على قناة السويس. وفقًا للمؤرخ الكردي التركي جمال قوتي، أثناء احتلال اسطنبول، عرض الجنرال البريطاني تشارلز هارينغتون الذهب لإغراء موسى إلى جانب البريطانيين، لكن موسى لم يقبله. خاض صراعات مسلحة ونشاطات استخباراتية في الحروب التي شارك فيها. توفي بمرض السل في عام 1919 أثناء إقامته في أوسكودار شيه آتا أفندي في Özbekler Lodge. تم دفن جثته في المقبرة بجوار نزل أوزبيلير. بما أن مكان الدفن لا يزال غير مكتشف، فقد تم بناء ضريح في ذاكرته في مكان مخصص في المقبرة.

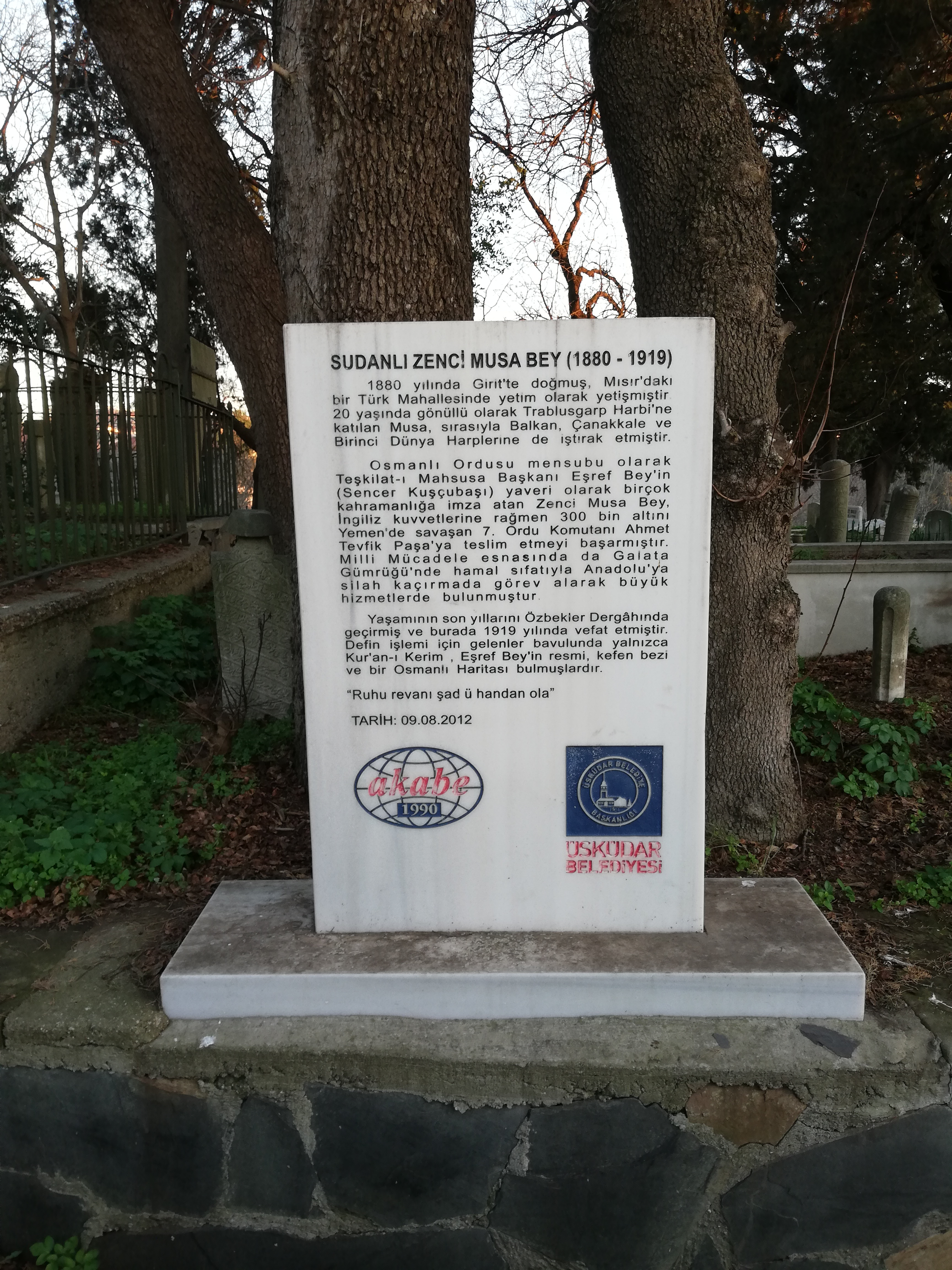

## في الثقافة الشعبية
الشاعر والكاتب والأكاديمي والسياسي الشهير ومؤلف النشيد الوطني التركي محمد عاكف إرسوي، التقى بموسى، الذي كان مع أشرف بك، في عام 1915 أثناء رحلته إلى شبه الجزيرة العربية. كتب إرسوي لاحقًا الأسطر الشعرية التالية عن موسى الأسود: